# Oxacis taeniata
Oxacis taeniata es una especie de coleóptero de la familia Oedemeridae.
Mide 9 mm. Los adultos son activos de marzo a julio. Una de las plantas hospederas conocidas es Nerium.

## Distribución y hábitat
Habita en Estados Unidos, de Virginia a Florida, y las Bahamas. Prefiere hábitat salinos.